# Lehmja
Lehmja is een plaats in de Estlandse gemeente Rae, provincie Harjumaa. De plaats heeft de status van dorp (Estisch: küla).

## Bevolking
Het dorp had 50 inwoners op 31 december 2011 en 34 inwoners op 31 december 2021.

## Ligging
De Põhimaantee 2, de hoofdweg van Tallinn naar Tartu, loopt door het dorp, terwijl de Põhimaantee 11, de ringweg om Tallinn, de zuidoostelijke grens van het dorp vormt.